# Hilbersdorf (Saxe)
Pour les articles homonymes, voir Hilbersdorf.
Hilbersdorf est une ancienne commune de Saxe (Allemagne), située dans l'arrondissement de Saxe centrale, dans le district de Chemnitz. Avec effet au 1er janvier 2012, elle a fusionné avec Bobritzsch pour former la nouvelle commune de Bobritzsch-Hilbersdorf.